# Zemětřesení v Chile 2010
Zemětřesení v Chile bylo zemětřesení o síle 8,8 stupně Richterovy škály, které se odehrálo 27. února 2010 v 3:34 hodin místního času. Doprovázeno bylo rozsáhlou vlnou tsunami, která dosahovala výšky až 24 metrů. Vyskytlo se v jedné z nejhustěji zalidněných oblastí Chile jihozápadně od jeho hlavního města Santiaga; nejpostiženějšími městy se však staly Concepción, Coronel a Arauco. Otřesy byly cítit napříč regiony od Valparaísa na severu až po Araukánii směrem na jih, dále pak také v Argentině (až v Buenos Aires) nebo Peru. Šlo o nejsilnější zemětřesení v Chile od Velkého chilského zemětřesení z roku 1960, přičemž si vyžádalo přes 500 obětí na životech.
Vlna tsunami, která po zemětřesení vznikla, významně poškodila několik chilských přístavních měst včetně významného přístavního města Talcahuano. Menší poškození způsobila i v San Diegu v Kalifornii a v regionu Tóhoku až v Japonsku. Nastalá situace způsobila v zemi rozsáhlý blackout, který postihl přibližně 93 % populace celého Chile. V zemi došlo k vyhlášení výjimečného stavu a povolána byla také armáda, která pomáhala s odstraňováním škod a záchrannými pracemi. Asi 9 % obyvatel Chile bylo v důsledku zemětřesení vysídleno ze svých domovů. Švýcarská zajišťovna Swiss Re odhadla výši škod na 4 až 7 miliard dolarů, ztráty na chilské ekonomice byly vyčísleny na 15 až 30 milionů dolarů.
V roce 2010 šlo o druhé významné zemětřesení na Zemi, přičemž se odehrálo jen šest týdnů po Zemětřesení na Haiti z roku 2010 a stalo se pátým nejsilnějším zaznamenaným zemětřesením v lidských dějinách.